# 玉山商業銀行
玉山商業銀行股份有限公司（簡稱玉山銀行）是臺灣大型商業銀行，總部設於台灣台北市。

## 發展歷史
- 1990年，玉山商業銀行由黃永仁發起成立，成立時標榜無大企業參與，完全由專業金融人員、學者及中小企業參與[2]。經財政部核准後，於1992年2月21日開始營業[3]，林鐘雄擔任首任董事長。
- 2000年，洛杉磯分行開業[4]。
- 2002年1月28日，玉山銀行與旗下轉投資的玉山票券金融公司、玉山綜合證券共同以股份轉換方式成立玉山金融控股公司[5]，成為玉山金控的子公司。
- 2002年，香港分行開業[6]。
- 2004年，玉山銀行以新臺幣133.68億圓標購遭中央存款保險公司接管的高雄區中小企業銀行，分行數由54家一口氣增加至114家[7]。
- 2006年12月25日，同屬玉山金控的玉山票券金融公司併入玉山銀行。
- 2011年7月9日，玉山銀行以新臺幣18.6億圓合併竹南信用合作社[8]。
- 2012年11月3日，再以新臺幣1.1億圓併入嘉義市第四信用合作社，使得國內分行數增加為136家，成為國內分行數第三多的民營銀行[9]。
- 2013年，成立第三方支付平台。
- 2013年，完成投資柬埔寨子行聯合商業銀行Union Commercial Bank Plc70%股權[10]。
- 2014年，獲通過ISO 50001能源管理系統認證[11]。
- 2018年，獲國際信評Moody's調升信用評等至A2（長期）/P-1（短期）。
- 2019年，獲國際信評S&P調升信用評等至A-（長期）/A-2（短期），同時中華信評也給予調升信評至twAA+（長期）/twA-1+（短期）。12月17日，於臺大校園內設立雙語示範銀行，為民營銀行第一間。

## 業務特色
特色分行
- 數位旗艦分行：台北分行（臺北市）、大墩分行（臺中市）、金華分行（臺南市）[12][13][14][15][16]。
- 特色分行：新板特區分行（藝術；新北市）[17][18]、台中分行（音樂；臺中市）、花蓮分行（黑熊保育；花蓮縣）。

網路服務
- 玉山銀行網路ATM支援Firefox[19]、Linux作業系統[20]、Mac作業系統[21]多種作業系統。[22]

電子支付
- 2012年與支付寶合作推出「兩岸支付通」[23]、2014年與PAYPAL合作推出「玉山全球通」[24][25]、2015年推出「玉山Wallet」[26]、2016年與阿里巴巴合作「外貿生態圈」[27][28]、2021年入股全家便利商店發起的全盈支付18%股份，跨入境內電支。2022年玉山電子支付加入台灣Pay的QR Code共通支付標準，可於台灣Pay通路支付，跨足國內電子支付市場。

綠色金融
- 2019年，玉山銀行國內營業單位及各海外據點，皆不再承作燃煤電廠專案融資，既有案件屆期不再續約，是臺灣首家宣布不支持燃煤電廠融資的金融業。

## 外部連結
- 官方网站